# 日耳曼尼亞航空
日耳曼尼亞航空有限責任公司（德語：Germania Fluggesellschaft GmbH）是一家總部位於德國柏林的航空公司，提供定期航班和包機服務。

## 歷史

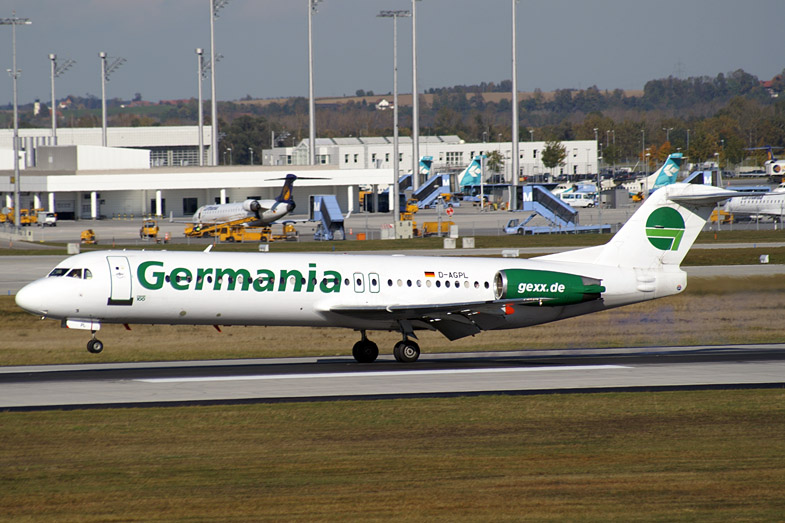
日耳曼尼亞航空的福克100

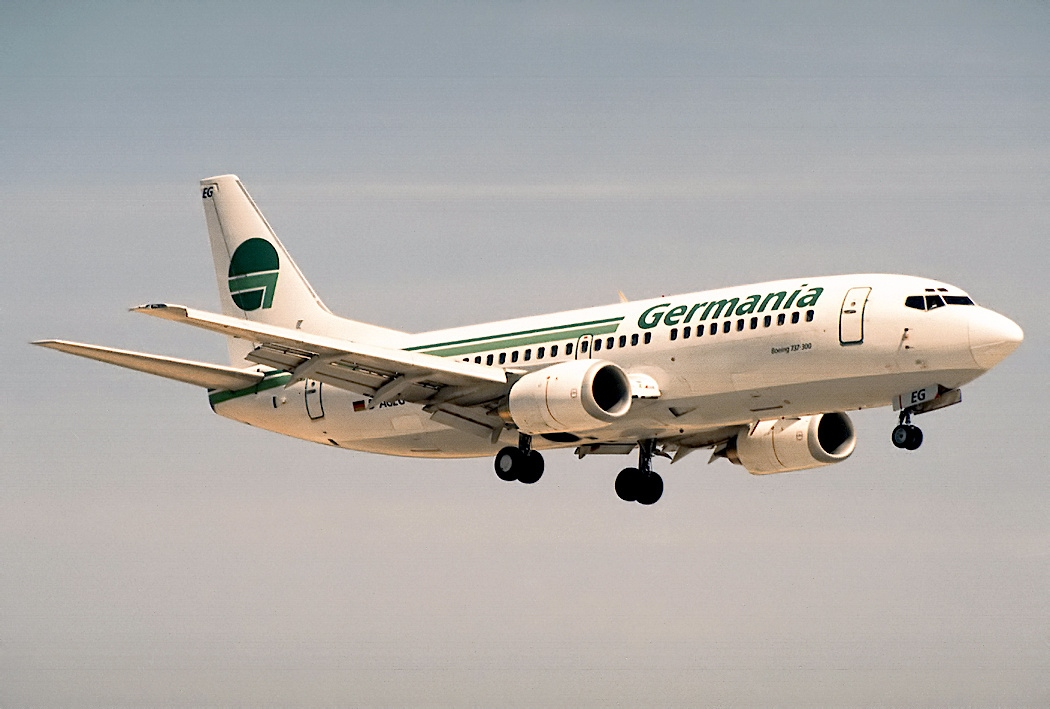
日耳曼尼亞航空的波音737-300

日耳曼尼亞航空前身為1978年4月由土耳其商人在科隆成立的特別航空運輸（Special Air Transport），9月5日開始營運。同年特別航空被不萊梅律師欣里希·比肖夫（Hinrich Bischoff）收購。特別航空從LTU國際航空購入三架卡拉維爾客機。1983年特別航空從赫伯羅特航空購入兩架波音727-100取代這些老舊的卡拉維爾客機。
1986年7月，日耳曼尼亞航空成立，特別航空的營運執照轉讓給日耳曼尼亞航空。為了與漢莎航空競爭，1987年日耳曼尼亞航空在未得到德國聯邦交通部的批准下，便宣佈將會提供國內航線服務，機票價格比漢莎航空低很多，引致對方的不滿。後來日耳曼尼亞航空與漢莎航空達成協議，從漢莎航空長期租賃飛機。1987年接收首架波音737-300。
1992年，營運和技術總部搬到新首都柏林-泰格尔奥托·利林塔尔机场。同年日耳曼尼亞航空取得營運來往柏林和波昂的「公務快車」（Beamten-Shuttle）航線，此後日耳曼尼亞航空的主要業務改為包機服務，合作對象包括途易旅游、神鹰航空和内克曼旅行社。
1995年，日耳曼尼亞航空訂購了12架全新的波音737NG。首架交付的波音737-700（註冊編號D-AGEM）於1998年3月11日從西雅圖工廠出發不經停直飛往柏林，以60至80噸的起飛重量飛行達8,117公里，創下世界紀錄。
九一一袭击事件後，日耳曼尼亞航空暫時取消一些美國航線，並利用此空檔開通首條國內定期航線柏林-法蘭克福，機票價格比一般的低。2002年，日耳曼尼亞航空透過德国再建设银行從全美航空取得19架福克F100。2003年6月，公司以日耳曼尼亞航空快運（Germania Express, gexx）名義和低成本航空公司方式經營。2005年3月28日，德国三角洲航空（今柏林航空）購入日耳曼尼亞航空64%股權，並把12架福克F100濕租給DBA航空，此外接收了日耳曼尼亞航空15條低成本航線，因此日耳曼尼亞航空快運品牌已名存實亡。由於日耳曼尼亞航空沒有飛機和航線，因此無法直接向乘客售票。兩家公司的局部合併於2005年夏天終止。
2008年夏天，日耳曼尼亞航空以自己的品牌重新開辦定期航班，並把旗下的福克F100退役。2009年7月，日耳曼尼亞航空成為首家飛往土耳其宗古爾達克機場的商業航空公司。
2011年2月，日耳曼尼亞航空接收首架空中巴士A319，共訂購5架及租借3架。3月21日，日耳曼尼亞航空在柏林勃兰登堡机场的飛機維修庫奠工，此維修庫會與柏林航空共同使用。2012年10月，在班竹成立冈比亚飞鸟航空，採用A319飛機。
2019年2月5日，日耳曼尼亞航空宣佈申請破產並立即取消所有航班。

## 機隊

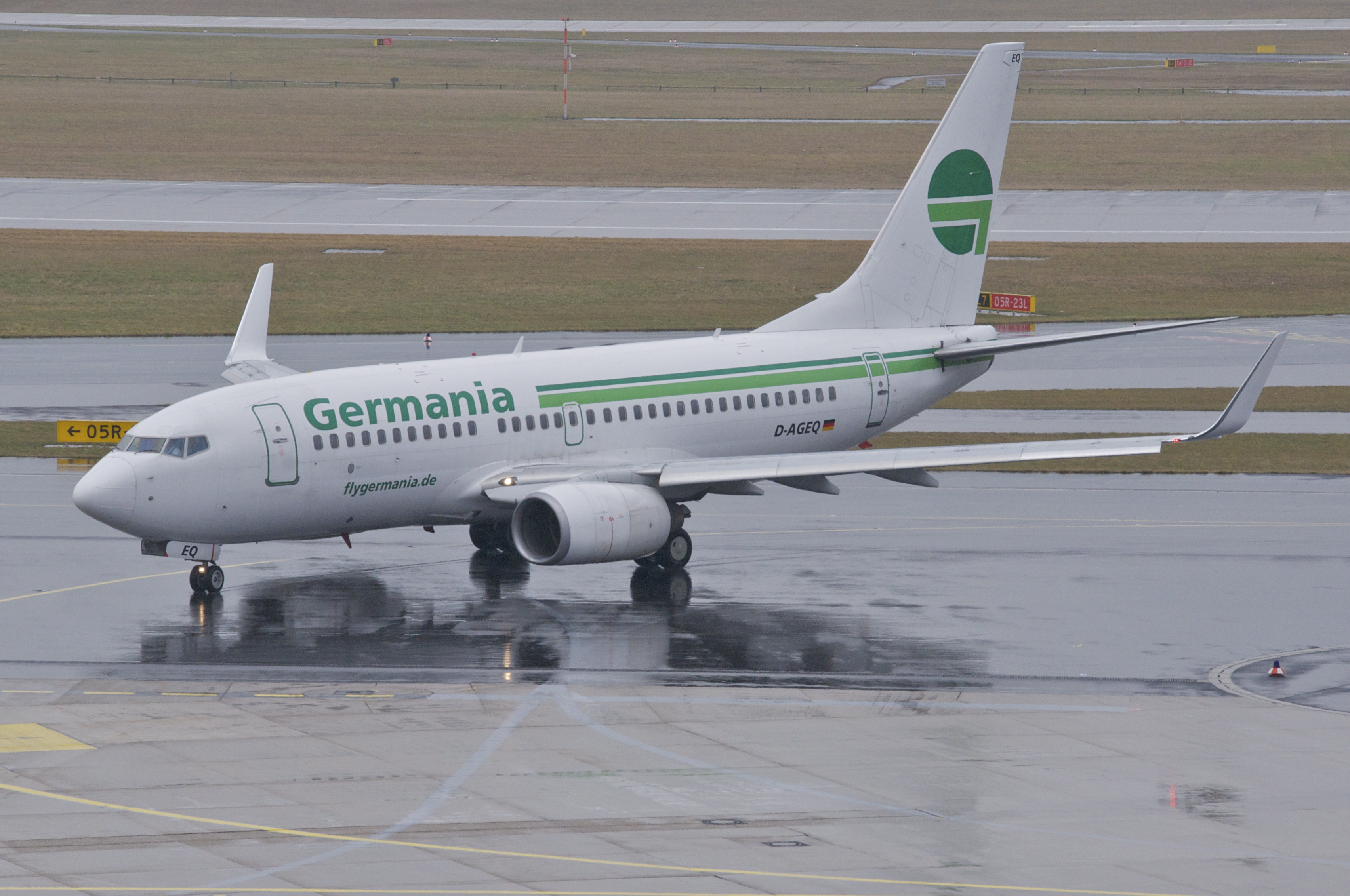
日耳曼尼亞航空舊塗裝的波音737-700

截至2014年3月，日耳曼尼亞航空共有19架飛機，平均機齡為9.8年：

## 外部連結
- 官方网站